# 1322

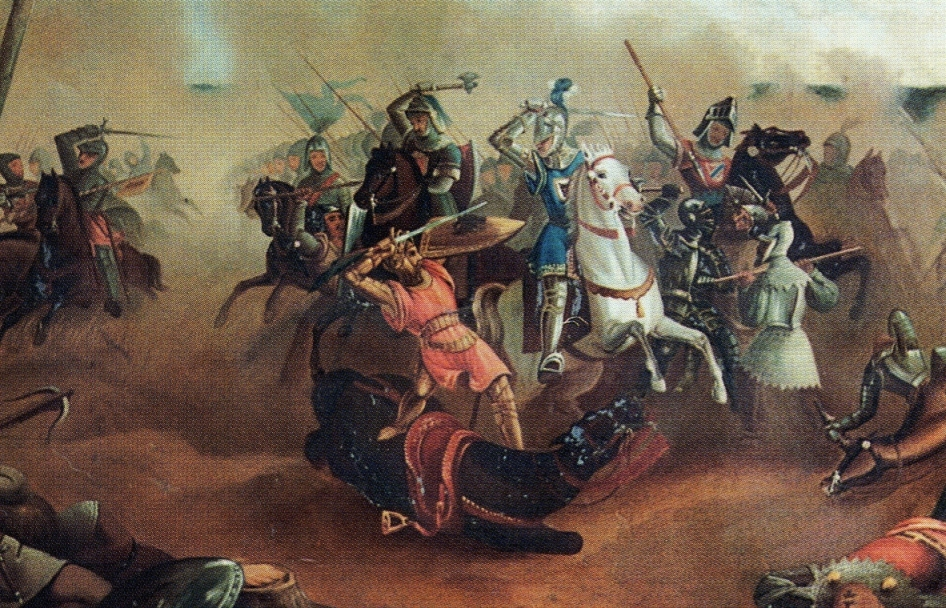
Slag bij Mühldorf: Frederik de Schone gevangengenomen

Het jaar 1322 is het 22e jaar in de 14e eeuw volgens de christelijke jaartelling.

## Gebeurtenissen
- 16 mei - Aan het dorp Ammerstol in de Krimpenerwaard worden stadsrechten toegekend.
- 19 mei - Paus Johannes XXII verklaart op diens verzoek het huwelijk van Karel IV van Frankrijk met Blanca van Bourgondië ongeldig.
- 21 september - Karel IV van Frankrijk hertrouwt met Maria van Luxemburg.
- 28 september - Slag bij Mühldorf: Lodewijk de Beier boekt een beslissende overwinning op Frederik de Schone, die evenals hij aanspraak maakt op de koningstitel in Duitsland.
- 21 oktober - In Mechelen sluiten hertog Jan III van Brabant en graaf Willem III van Holland een huwelijksverdrag voor hun kinderen. De 5-jarige Willem wordt verloofd met de vier maanden oude Johanna. Als onderdeel van het verdrag gaat het Land van Altena over van Brabant naar Gelre.
- 8 december - In de bul Ad conditorem canonum verwerpt paus Johannes XXII de juridische fictie dat alle schenkingen aan de orde der Franciscaners aan de Heilige Stoel toekomen.
- 25 december - Jacobus II van Aragon hertrouwt met Elisenda van Montcada
- Reinoud II van Gelre neemt Bredevoort in en onderneemt een strooptocht in het Münsterse land. Begin van de strijd om Bredevoort.
- Stormvloed van 1322 - Grote overstromingen vooral in het zuiden van Nederland.
- Andrew Harclay wordt gecreëerd graaf van Carlisle

## Opvolging
- Bergedorf-Mölln - Johan II opgevolgd door zijn zoon Albrecht IV
- Brunswijk-Grubenhagen - Hendrik I opgevolgd door zijn zoons Ernst I, Hendrik II en Willem
- Frankrijk en Navarra - Filips V opgevolgd door zijn broer Karel IV
- Milaan - Matteo I Visconti opgevolgd door zijn zoon Galeazzo I Visconti
- Nevers en Rethel - Lodewijk I opgevolgd door zijn zoon Lodewijk II
- Utrecht - Frederik van Sierck opgevolgd door Jacob van Oudshoorn op zijn beurt opgevolgd door Jan van Diest
- Vlaanderen - Robrecht III opgevolgd door zijn zoon Lodewijk II van Nevers
- grootvorst van Vladimir - Joeri van Moskou opgevolgd door Dimitri van Tver

## Afbeeldingen

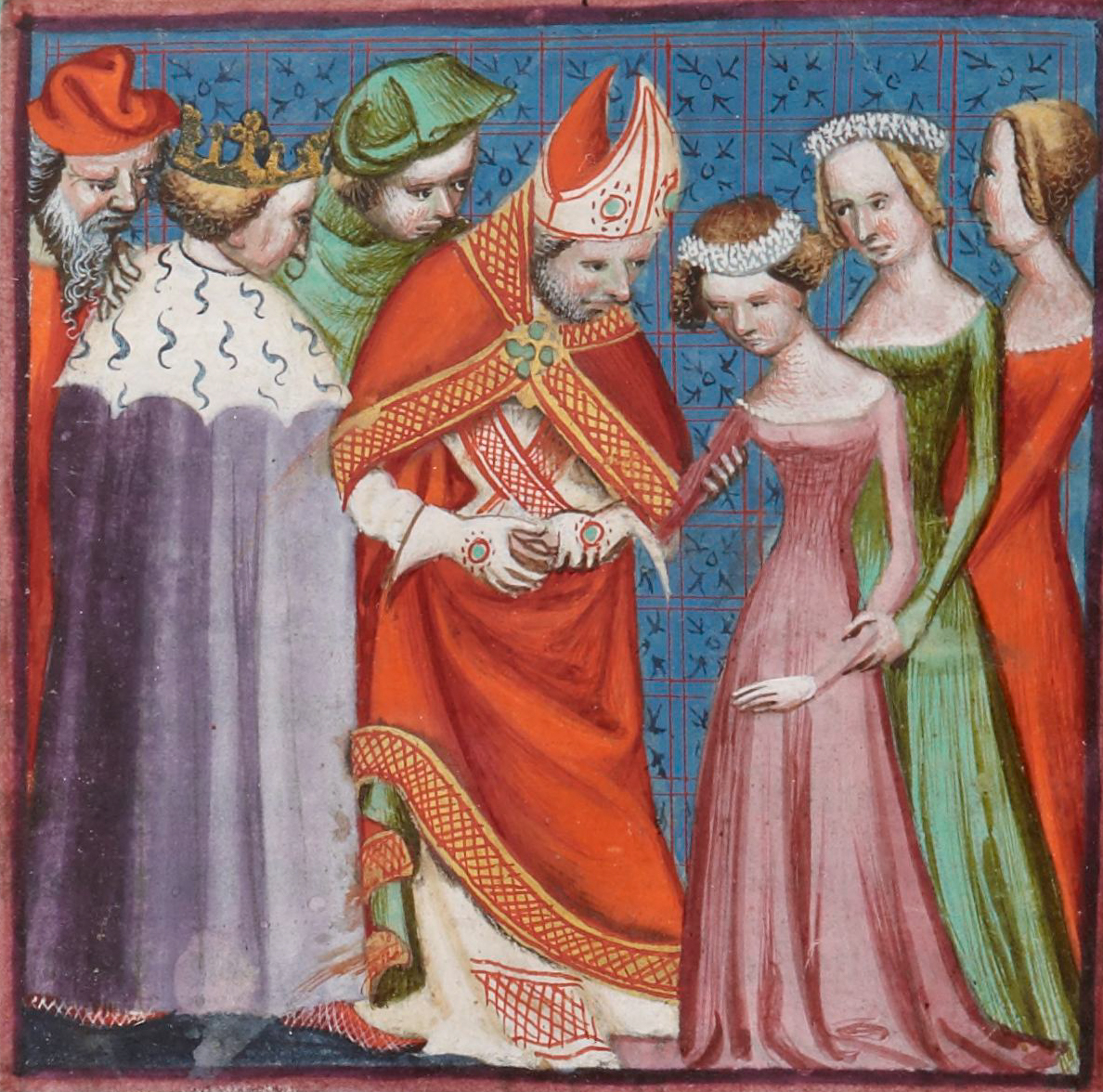
huwelijk van Karel IV en Maria van Luxemburg

## Geboren
- 11 januari - Komyo, troonpretendent van Japan (1336-1348)
- 24 juni - Johanna, hertogin van Brabant (1355-1406)
- Gerlach van Nassau, aartsbisschop en keurvorst van Mainz (1346-1371)
- Imelda Lambertini, Italiaans kloosterlinge
- Jan I van Ratibor, Pools edelman (jaartal bij benadering)
- Jan Hendrik IV van Gorizia, Duits edelman (jaartal bij benadering)

## Overleden
- 3 januari - Filips V (28), koning van Frankrijk en Navarra (1316-1322)
- 25 februari - Bertha van Heukelom, Nederlands edelvrouw
- 22 april - Johan II van Saksen (~46), Duits edelman
- 24 juni - Matteo I Visconti (71), heer van Milaan (1294-1302, 1311-1322)
- 20 juli - Frederik van Sierck, bisschop van Utrecht (1317-1322)
- 22 juli - Lodewijk I, graaf van Nevers
- 25 augustus - Beatrix van Silezië (~32), echtgenote van Lodewijk de Beier
- 7 september - Hendrik I van Brunswijk-Grubenhagen (54), Duits edelman
- 17 september - Robrecht III (~73), graaf van Vlaanderen (1305-1322)
- september - Jacob van Oudshoorn, bisschop van Utrecht (1322)
- september - Maria van Lusignan (1273-1322) (~49), echtgenote van Jacobus II van Aragon
- 11 oktober - Agnes van Habsburg (~65), Duits edelvrouw
- Eelko Liauckama, Fries abt